# Shimabara
Shimabara (japanska: 島原市?, Shimabara-shi) är en stad i Nagasaki prefektur i Japan. Staden fick stadsrättigheter 1940.
Befolkningen i Shimabara gjorde 1637–1638 ett väpnat uppror, Shimabaraupproret.